# Ocentejo
Ocentejo es un municipio y localidad española de la provincia de Guadalajara, en la comunidad autónoma de Castilla-La Mancha. El término, situado en el Alto Tajo, tiene una población de 15 habitantes (INE 2024).

## Ubicación
Se sitúa aproximadamente a un kilómetro del río Tajo, en un paraje en el que termina el Hundido de Armallones, un cañón que sobrevuelan los buitres leonados y otras rapaces. Un antiguo camino excavado entre los muros de piedra, que se utilizaba para llegar a una salina, situada unos kilómetros arriba, permite la llegada al paraje.

## Historia
A mediados del siglo XIX, el lugar contaba con una población censada de 131 habitantes. La localidad aparece descrita en el decimosegundo volumen del Diccionario geográfico-estadístico-histórico de España y sus posesiones de Ultramar de Pascual Madoz de la siguiente manera:

OCENTEJO: v. con ayunt. en la prov. de Guadalajara (13 leg.), part. jud. de Cifuentes (5), aud. terr. de Madrid (23), c. g. de Castilla la Nueva, dióc. de Sigüenza (7). sit. en un valle rodeado de cerros y al pie de uno que la resguarda de los vientos del N.; su clima es sano, y las enfermedades mas comunes fiebres intermitentes y reumas. Tiene 38 casas; la consistorial, con habitacion para cárcel; escuela de instruccion primaria dotada con media fan. de trigo por vec., ademas de la retribucion de los alumnos; una igl. parr. (Ntra. Sra. del Rosario) servida por un cura y un sacristan; el cementerio se halla en posicion que no ofende á la salubridad pública; fuera de la v. hay 2 buenas fuentes y un castillo arruinado. term.: confina con los de Oter, Sacecorbo, Canales, Armallones y Valtablado: el terreno, que participa de quebrado y llano, es de mediana calidad; comprende buenos montes de encina y chaparro, y un gran pinar: bañan el térm. el r. Tajo y un arroyo que desagua en aquel. caminos: los locales, de herradura y en mal estado. correo: se recibe y despacha en la cab. del part. prod.: cereales, patatas, legumbres, hortalizas, cerezas, nueces y otras frutas, miel, leñas de combustible y carboneo y yerbas de pasto, con las que se mantiene ganado lanar, cabrio, vacuno, mular y asnal; abunda la caza de liebres, conejos y perdices, algunos venados, corzos y jabalíes, muchos lobos, zorras y garduñas; y tanto en el arroyo como en el Tajo, hay pesca de barbos y truchas. ind.: la agríla, un molino harinero y un batan. comercio: esportacion del sobrante de frutos, algun ganado y lana, é importacion de los art. que faltan. pobl.: 38 vec., 131 alm. cap. prod.: 715,715 rs. imp.: 50,100. contr.: 3,404.
(Madoz, 1849, p. 211)

## Demografía
Ocentejo cuenta con una población de 15 habitantes (INE 2024).
| Gráfica de evolución demográfica de Ocentejo entre 1842 y 2021                                                      |
| |
| Población de derecho según los censos de población del INE Población de hecho según los censos de población del INE |

## Administración
| Periodo   | Nombre                       | Partido |
| --------- | ---------------------------- | ------- |
| 2007-2011 | Manuel José Jaramillo García |         |
| 2015-2019 | Pedro Manuel Arribas Antunes | PSOE    |

### Evolución de la deuda viva
El concepto de deuda viva contempla solo las deudas con cajas y bancos relativas a créditos financieros, valores de renta fija y préstamos o créditos transferidos a terceros, excluyéndose, por tanto, la deuda comercial.
Entre los años 2008 a 2014 este ayuntamiento no ha tenido deuda viva.